# Hôtel de Villeneuve (Saint-Étienne)
L'hôtel de Villeneuve est un hôtel particulier de Saint-Étienne dans le département de la Loire. Ses façades et toitures sont inscrites au titre des monuments historiques par arrêté du 17 janvier 1967.
Il a hébergé le Musée du vieux Saint-Étienne jusqu'en 2018.